# 오리베 페랄타
오리베 페랄타 모로네스(스페인어: Oribe Peralta Morones, 1984년 1월 12일 ~ )는 멕시코의 전 축구 선수이다. 페랄타는 2003년에 모나르카스 모렐리아에서 프로 축구 선수 생활을 시작했으며, 2004년과 2006년에 레온, 몬테레이로 이적하기전에는 오직 리그 출전 2경기에 그쳤다. 페랄타는 산토스 라구나로 이적한후, 2008년에 치아파스로 임대를 가게 되었다. 임대 생활을 마치고 돌아온 그는 5년간 200경기 출전, 70여 득점을 해내며 산토스 라구나의 핵심 선수였다. 2014년 5월에 그는 클루브 아메리카로 이적하면서 세간의 이목을 끌었다.
멕시코 국가대표팀이 된 2005년 이후부터, 페랄타는 와일드 카드 선수로서 U-22 대표팀과 2011년 팬아메리칸 게임에 우승하기전까지는 정기적으로 팀에 소집되는 선수는 아니였다. 그는 2012년 하계 올림픽 축구 결승전에서 브라질을 상대로 2골을 넣으며, 올림픽 축구 종목에서 멕시코에게 첫 금메달을 선사하였다.

## 수상 경력

### 클럽
레온
- 프리메라 디비시온 A (1): 2004년 클라우수라

산토스 라구나
- 프리메라 디비시온 (2): 2008년 클라우수라, 2012년 클라우수라

### 국가대표팀
멕시코 U23
- 팬아메리칸 게임 (1): 2011년
- 하계 올림픽 (1): 2012년

### 개인 수상
- 2011년 팬아메리칸 게임 최다 득점자
- 대회 최고의 스트라이커 (2): 2011년 아페르투라, 2012년 클라우수라
- 대회 최고의 선수 (1): 2012년 클라우수라
- CONCACAF 챔피언스리그 대회 최고의 선수 (1): 2012년
- CONCACAF 챔피언스리그 최다 득점자 (1): 2012년
- CONCACAF 최고의 선수 (1): 2013년